# Tschetschenisches Parlament
Das Tschetschenische Parlament (russisch Парламент Чеченской Республики) ist die Legislative in der Republik Tschetschenien, welche ein Föderationssubjekt der Russischen Föderation im Föderationskreis Nordkaukasus ist. Der Vorsitzende ist seit dem 3. Juli 2015 Magomed Daudow von der Partei Einiges Russland.

## Zusammensetzung
Das Parlament besteht aus 41 Abgeordneten, die alle fünf Jahre durch Verhältniswahl von der wahlberechtigten Bevölkerung Tschetscheniens gewählt werden. Um in das Tschetschenische Parlament einzuziehen, muss eine Wahlliste eine Fünf-Prozent-Hürde überwinden. Bei der letzten Wahl 2016 gelang das den Wahllisten der Parteien Einiges Russland, Gerechtes Russland und der Kommunistischen Partei der Russischen Föderation.
Es gibt zehn Ausschüsse, darunter den Haushaltsausschuss und den Ausschuss für Soziales.

## Vorsitzende
- Dukuwacha Baschtajewitsch Abdurachmanow (30. Oktober 2008 bis 29. Juni 2015)
- Salman Soipowitsch Sakriew (29. Juni 2015 bis 3. Juli 2015)
- Magomed Choschachmedowitsch Daudow (seit 3. Juli 2015)

## Vertretung im Föderationsrat
Der Vertreter der Legislative Tschetscheniens im Föderationsrat der Russischen Föderation, dem Oberhaus im russischen Parlament, ist seit dem 4. Oktober 2016 Sijad Muchamedowitsch Sabsabi. Vertreter der Exekutive ist seit dem 11. Juni 2011 Sulejman Sadulajewitsch Geremejew.